# الکتریک لایت ارکسترا
الکتریک لایت ارکسترا (به انگلیسی: Electric Light Orchestra) که به اختصار ای‌اِل‌او گفته می‌شود یک گروه راک بریتانیایی از بیرمنگام بود که در سال ۱۹۷۰ بنیان گذاشته شد. اعضای بنیان‌گذار ای‌اِل‌او جف لین، روی وود، بو بون و استیو وولام بودند. آن‌ها از ۱۹۷۱ تا ۱۹۸۶ یازده آلبوم استودیویی منتشر کردند و در سال ۲۰۰۱ دوازدهمین و آخرین آلبوم‌شان را. جف لین و روی وود ای‌اِل‌او را با ایدهٔ ساخت قطعه‌های راک و پاپ مدرن ملهم از موسیقی کلاسیک تشکیل دادند. پس از آن‌که وود در سال ۱۹۷۲ و پس از ضبط اولین آلبوم، گروه را ترک کرد، جف لین نوشتن و تنظیم ترانه‌های گروه را به‌عهده گرفت و تهیه‌کننده‌ی تمام آلبوم‌های ای‌اِل‌او هم خودش بود.
با وجود فروش مناسب تک‌آهنگهای اولیهٔ گروه در بریتانیا، آن‌ها موفقیت بزرگ‌تر را در ایالات متحده و با ترانهٔ «The English guys with the big fiddles» به دست آوردند. در سال‌های میانی دههٔ ۱۹۷۰ ای‌اِل‌او یکی از پرفروش‌ترین گروه‌های آن سال‌ها شد. از ۱۹۷۲ تا ۱۹۸۶، ۲۷ تک‌آهنگ آن‌ها به جدول ۴۰ تک‌آهنگ پُرفروش بریتانیا و آمریکا راه یافت. آن‌ها همچنین موفق شدند ۲۰ تک‌آهنگ در جدول ۲۰تای برتر بریتانیا و ۱۹ تک‌آهنگ در جمع ۲۰ اثر برتر بیلبورد داشته باشند. ای‌اِل‌او رکورددار بیشترین آثار راه‌یافته به جمع ۴۰ اثر برتر جدول پرفروش‌ترین تک‌آهنگ‌های آمریکا هستند. گرچه هیچکدام از ترانه‌های‌شان هیچگاه شماره ۱ آن جدول نشد. آن‌ها ۲۱ گواهی‌نامهٔ فروش از آی‌آراِی‌اِی و ۳۸ گواهی از بی‌پی‌آی دریافت کرده‌اند و آثارشان در تمام دنیا بیش از ۵۰ میلیون نسخه فروش داشته‌است.

## آلبوم‌شناسی
- ۱۹۷۱ - The Electric Light Orchestra
- ۱۹۷۳ - ELO 2
- ۱۹۷۳ - On the Third Day
- ۱۹۷۴ - Eldorado
- ۱۹۷۵ - Face the Music
- ۱۹۷۶ - A New World Record
- ۱۹۷۷ - Out of the Blue
- ۱۹۷۹ - Discovery
- ۱۹۸۰ - Xanadu
- ۱۹۸۱ - Time
- ۱۹۸۳ - Secret Messages
- ۱۹۸۶ - Balance of Power
- ۲۰۰۱ - Zoom